# Till Human Voices Wake Us
Till Human Voices Wake Us (Brasil: Mistérios do Passado ) é um filme de drama romântico australiano de 2002 escrito e dirigido por Michael Petroni e estrelado por Guy Pearce e Helena Bonham Carter.

## Sinopse
Sam Franks, de quinze anos, voltou de um internato em Melbourne para sua cidade natal, Victoria. Ele tem uma afeição óbvia por uma garota local, Silvy, que tem uma deficiência que afeta suas pernas, o que exige um suporte e a impede de andar livremente. Isso não impede que os dois amigos apreciem a companhia um do outro e são praticamente inseparáveis. A mãe de Sam morreu, e seu pai severo oferece pouco conforto ou amor ao jovem, então seu relacionamento com Silvy é tudo o que importa para ele. Ela lê regularmente para ele seu amado livro de poesia, mostrando-lhe um mundo de beleza e harmonia com palavras que ele gosta.
Uma noite, Sam e Silvy decidem dar um passeio sem rumo e acabam no rio. Sam pula na água e remove o aparelho das pernas de Silvy, e juntos eles "dançam" na água. Eles compartilham um beijo e olham para as estrelas - tudo parece perfeito para eles. Sam solta a mão de Silvy para apontar para uma estrela cadente. Depois de fechar os olhos e fazer um pedido, ele olha em volta e encontra Silvy não mais com ele. Depois de uma busca frenética enquanto luta contra a corrente, Sam retorna à casa de Silvy para contar aos pais o que aconteceu. Seu corpo não é encontrado até muito mais tarde, em uma caverna subaquática.
Vinte anos depois, Sam (Guy Pearce) , 35 anos, está ensinando psicologia em um instituto de Melbourne, quando deve retornar à sua cidade natal para enterrar seu pai, falecido recentemente. No trem, Sam conhece brevemente uma mulher agradável que se apresenta como Ruby (Helena Bonham Carter). Sam sai do compartimento para conversar com o condutor sobre o caixão de seu pai. Quando ele volta, a mulher não está em lugar algum. Naquela noite, em uma forte chuva, Sam vê uma mulher cair da ponte no rio abaixo. Ele resgata a mulher e descobre que é Ruby. Ela perdeu a memória e não consegue se lembrar do próprio nome. Os padrões de comportamento e fala da mulher lembram Sam de Silvy.
Sam a hipnotiza, e a mulher descreve ser puxada para baixo, cada vez mais baixo, para o frio, e sentimentos de pânico, seguidos por uma sensação de calor e conforto. Sam acredita que Silvy voltou da morte na forma dessa mulher. No dia seguinte, ela pede para ser levada para sua "verdadeira casa". Sam a carrega porque suas pernas estão falhando com ela mais uma vez; ele sente que ela não ficará com ele por muito mais tempo. A salvo e quente em sua antiga cama em sua casa abandonada de infância, Sam lê-lhe as últimas falas de seu poema favorito, "A Canção de Amor de J. Alfred Prufrock" de T. S. Eliot "Até que vozes humanas nos despertam no caminho". Ela morre com um sorriso nos lábios. Sam a coloca em um barco e o libera no rio. Ele nada com ele por um tempo, e quando olha para ele, tudo o que resta é o casaco que ele colocou sobre ela. Ele entra no barco enquanto ele se afasta.

## Bilheteria
Till Human Voices Wake Us arrecadou US$181,921 nas bilheterias da Austrália.